# Fènix (fill d'Amíntor)
Segons la mitologia grega, Fènix (en grec antic Φοῖνιξ Foinix), fou un heroi, fill d'Amíntor i de Cleobula (o d'Hipodamia, segons altres variants). Amíntor tenia una concubina anomenada Clícia, o també Ftia. A petició de la seva mare, gelosa, Fènix va seduir aquesta concubina, i quan Amíntor es va assabentar del fet, va cegar el seu fill. Una altra tradició diu que Ftia, la concubina d'Amíntor, va intentar seduir el jove, i com que no ho va aconseguir el va calumniar davant d'Amíntor que el va cegar. Desterrat pel seu pare, es va refugiar al casal de Peleu que el va acollir i el va portar amb el centaure Quiró. Aquest li va tornar la vista i Peleu el va fer conseller i acompanyant del seu fill Aquil·les, i a més el va fer rei dels dòlops. Fènix va marxar a la guerra de Troia amb Aquil·les. Quan es va produir l'ambaixada dels cabdills que intentaven reconciliar Aquil·les amb Agamèmnon, Fènix volgué convèncer el seu amic sense aconseguir-ho. Es va quedar al seu costat a la tenda quan Aquil·les s'assabentà de la mort de Patrocle. Finalment va tenir un paper durant els jocs fúnebres en honor de Patrocle, on vigilà la cursa de carros.
Després de la mort d'Aquil·les, Fènix va anar amb Ulisses al costat de Neoptòlem. Durant el retorn dels grecs després de la guerra de Troia, acompanyà Neptòlem que seguia la ruta terrestre, però va morir pel camí. Neoptòlem li va tributar els honors fúnebres.